# Бокиничи (Пинский район)
Бокиничи (бел. Бакінічы) — деревня в Пинском районе в Брестской области Белоруссии. Население — 271 человек (1999).

## География
Бокиничи расположены в 30 километрах к северо-востоку от Пинска, 7 километрах от железнодорожной станции Парохонск на линии Брест—Лунинец и 215 километрах от Бреста, на автодороге Парохонск—Доброславка. Входит в состав Сошненского сельсовета, до 1996 года — Парохонского сельсовета.

## История
Бокиничи впервые упоминаются в 1495 году. Тогда деревня являлось селом в Пинском княжестве Великого княжества Литовского, с 1566 года — в Пинском повете Брестского воеводства. После второго раздела Речи Посполитой в 1793 году деревня вошлав состав Российской империи. В 1796—1921 годах деревня входила в состав Пинского уезда Минской губернии.
В 1921—1939 годах деревня находилась в составе Погост-Загородской гмине Лунинецкого повета Полесского воеводства Польши, с 4 декабря 1922 года — Пинского повета. С 1939 года деревня находится в составе Белоруссии. С 15 января 1940 по 8 января 1954 года деревня находилась в составе Пинского района Пинской области, с 8 января 1954 — Брестской.
С июля 1941 по июль 1944 годов, в годы Великой Отечественной войны, деревня находилась под оккупацией немецких войск.